# Johannes Stephan van Calcar
Johannes Stephan van Calcar (Kalkar, tra il 1499 ed il 1510 – Napoli, 1545) è stato un pittore tedesco, che però si formò e visse per la gran parte della sua vita in Italia.

## Biografia

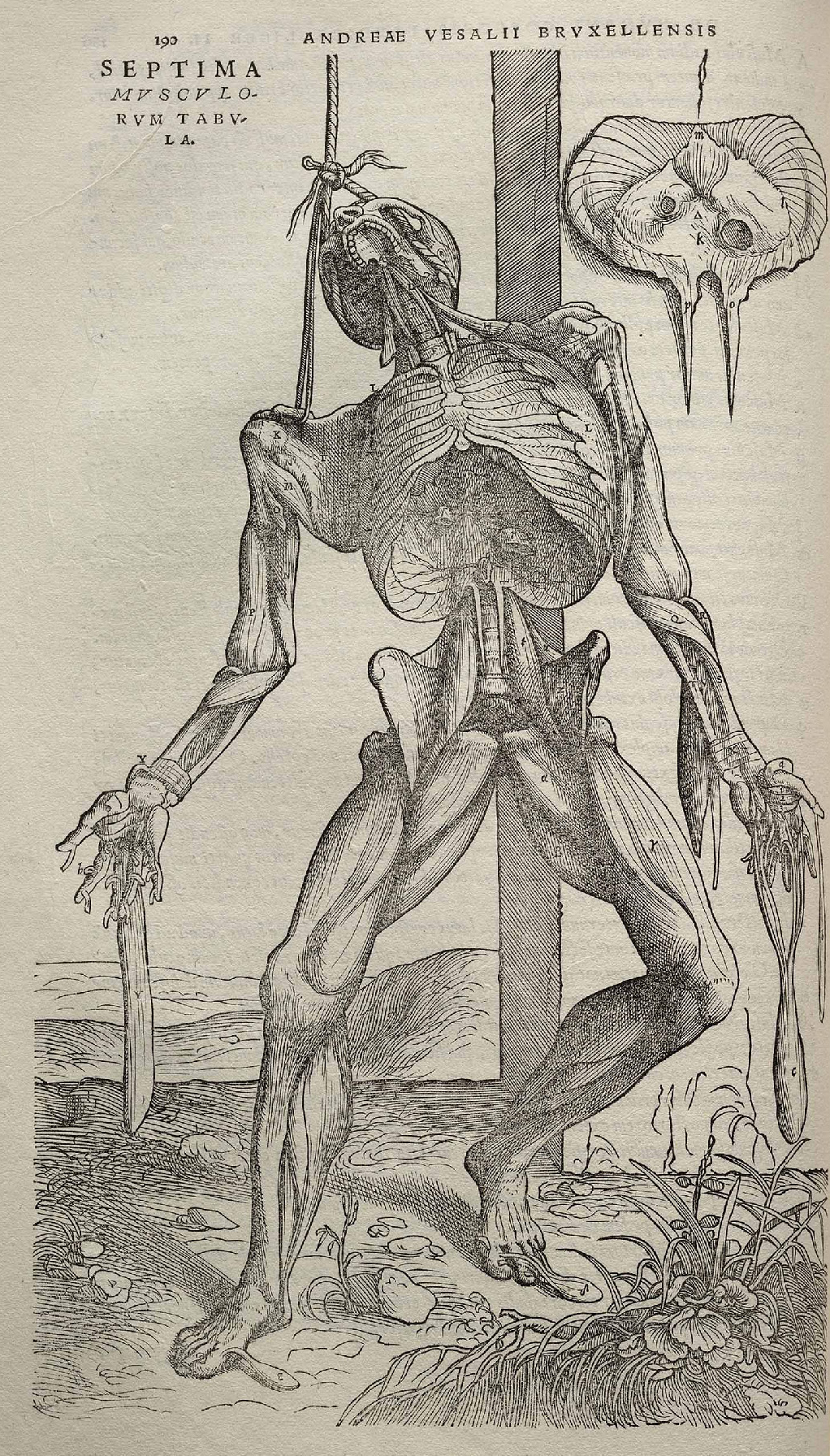
Johannes van Calcar è ritenuto l'illustratore della De humani corporis fabrica di Vesalio, che contiene molti dettagli su dissezioni di corpi umani, spesso anche in forma allegorica.

Nato in Germania, nel Ducato di Kleve; Vasari nella sua opera riporta più volte che fu un allievo di Tiziano.